# Salinas (Archidona)
Salinas es una localidad española, en la provincia de Málaga, Andalucía. Está situada al este del término municipal, muy cerca del límite con la provincia de Granada. En 2012 tenía una población de 715 habitantes.

## Comunicaciones
Junto a esta localidad se encuentra el nudo de enlace de la A-92 con la A-92M, así como la estación de Salinas-Villanueva de Tapia que forma parte de la histórica línea Bobadilla-Granada, si bien en la actualidad el recinto ferroviario se encuentra cerrado y fuera de servicio.